# Sion-les-Mines
Sion-les-Mines (bretonisch: Hezin-ar-Mengleuzioù) ist eine französische Gemeinde mit 1.658 Einwohnern (Stand: 1. Januar 2022) im Département Loire-Atlantique in der Region Pays de la Loire; sie gehört zum Arrondissement Châteaubriant-Ancenis und zum Kanton Guémené-Penfao. Die Einwohner werden Sionnais genannt.

## Geographie
Die Gemeinde Sion-les-Mines liegt an der Chère, etwa 56 Kilometer nördlich von Nantes an der Grenze zum Département Ille-et-Vilaine. Umgeben wird Sion-les-Mines von den Nachbargemeinden Saint-Sulpice-des-Landes im Norden, Ruffigné im Norden und Nordosten, Saint-Aubin-des-Châteaux im Osten, Lusanger im Süden, Mouais im Südwesten sowie La Dominelais im Westen.

## Bevölkerungsentwicklung
| Jahr                       | 1962 | 1968 | 1975 | 1982 | 1990 | 1999 | 2010 | 2022 |
| Einwohner                  | 2283 | 2039 | 1786 | 1627 | 1499 | 1367 | 1678 | 1658 |
| Quellen: Cassini und INSEE |      |      |      |      |      |      |      |      |

## Sehenswürdigkeiten
- Alignement de la Grée Galot
- Menhire du Calvaire de Sion-les-Mines, La Grée à Midi und Pierre-Pin
- Kirche Saint-Mélaine
- Kapelle Saint-Éloi
- Herrenhaus La Masserie
- ehemalige Schmiede von Hunaudières

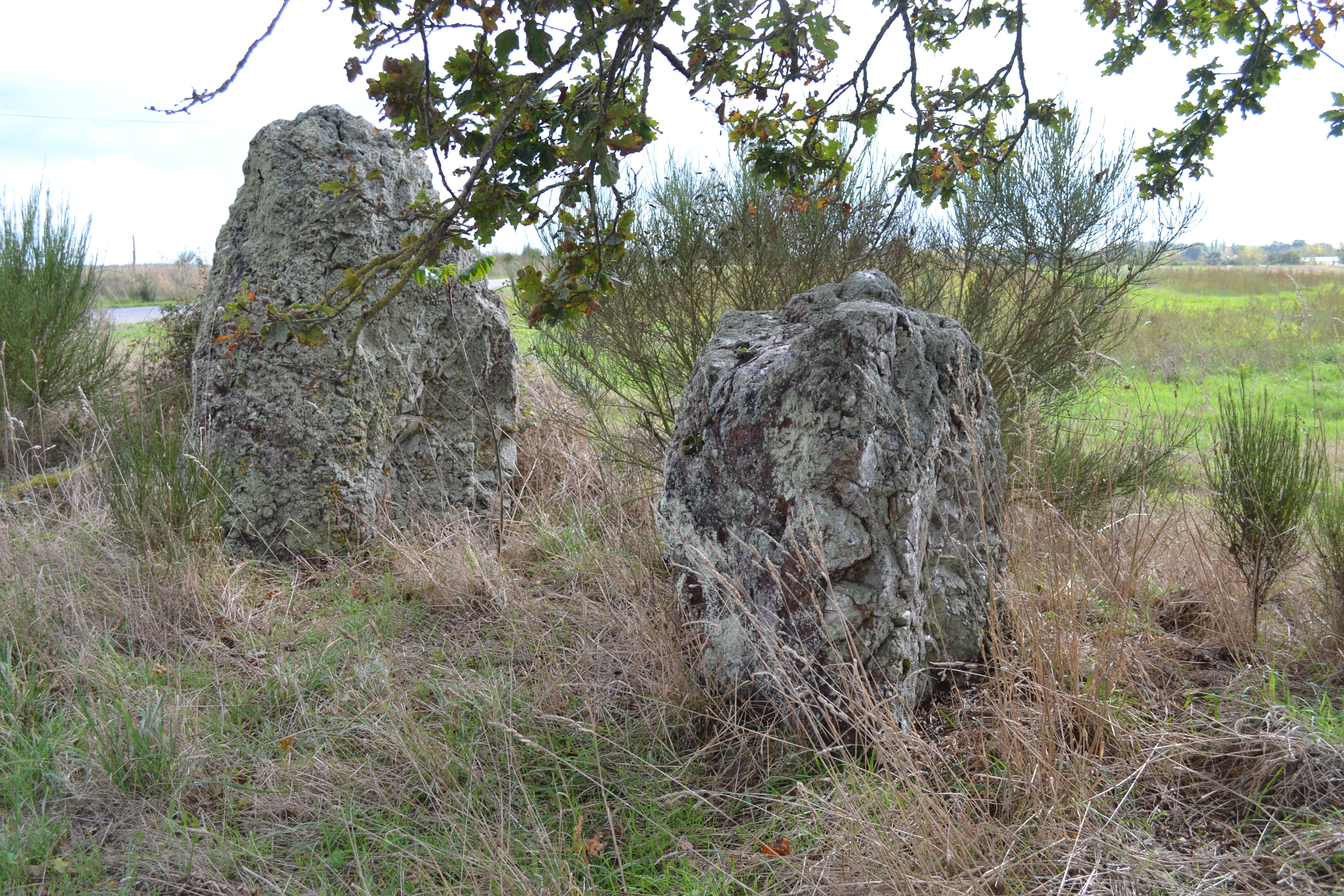
Alignement de la Grée Galot
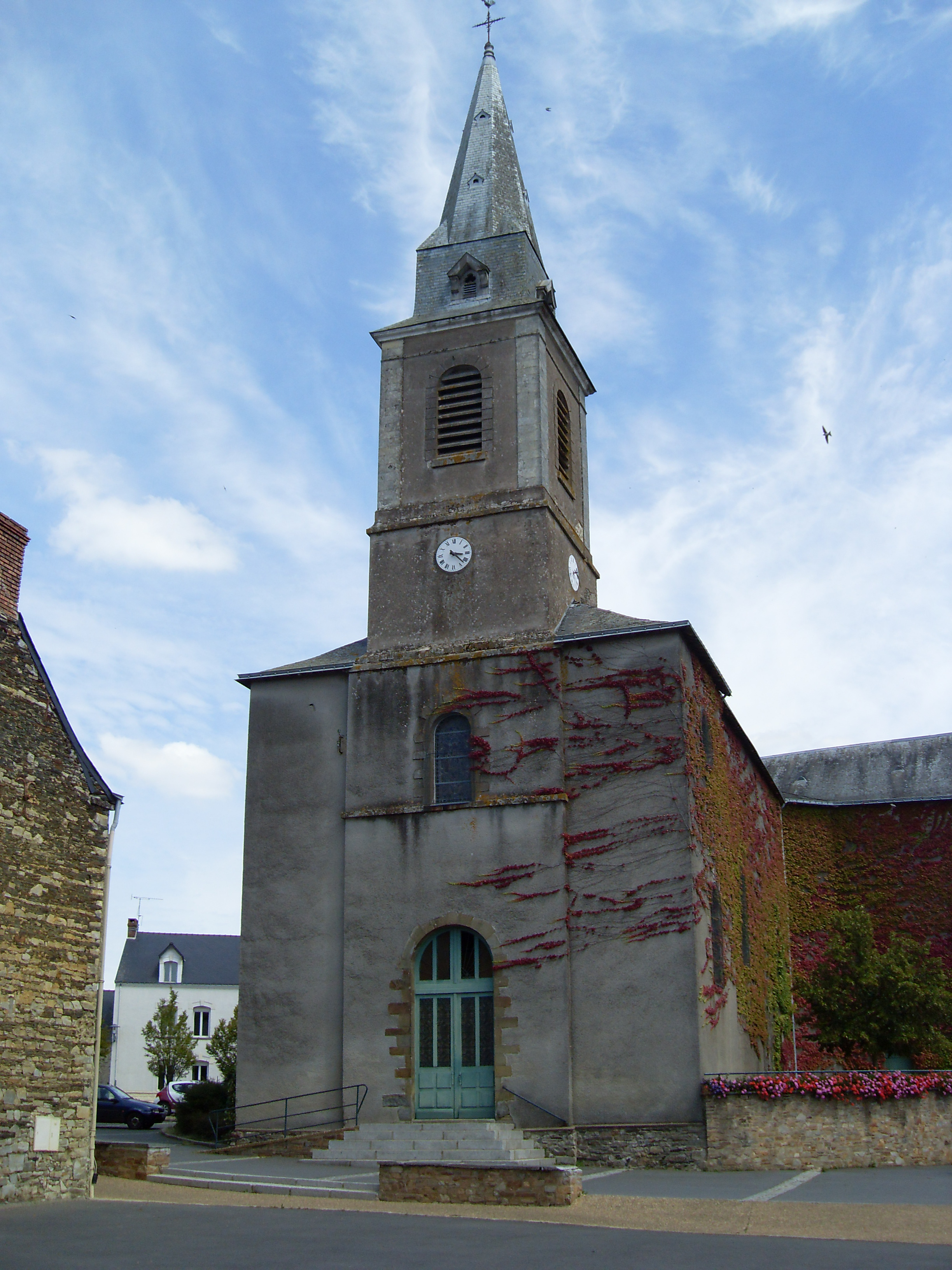
Kirche Saint-Mélaine
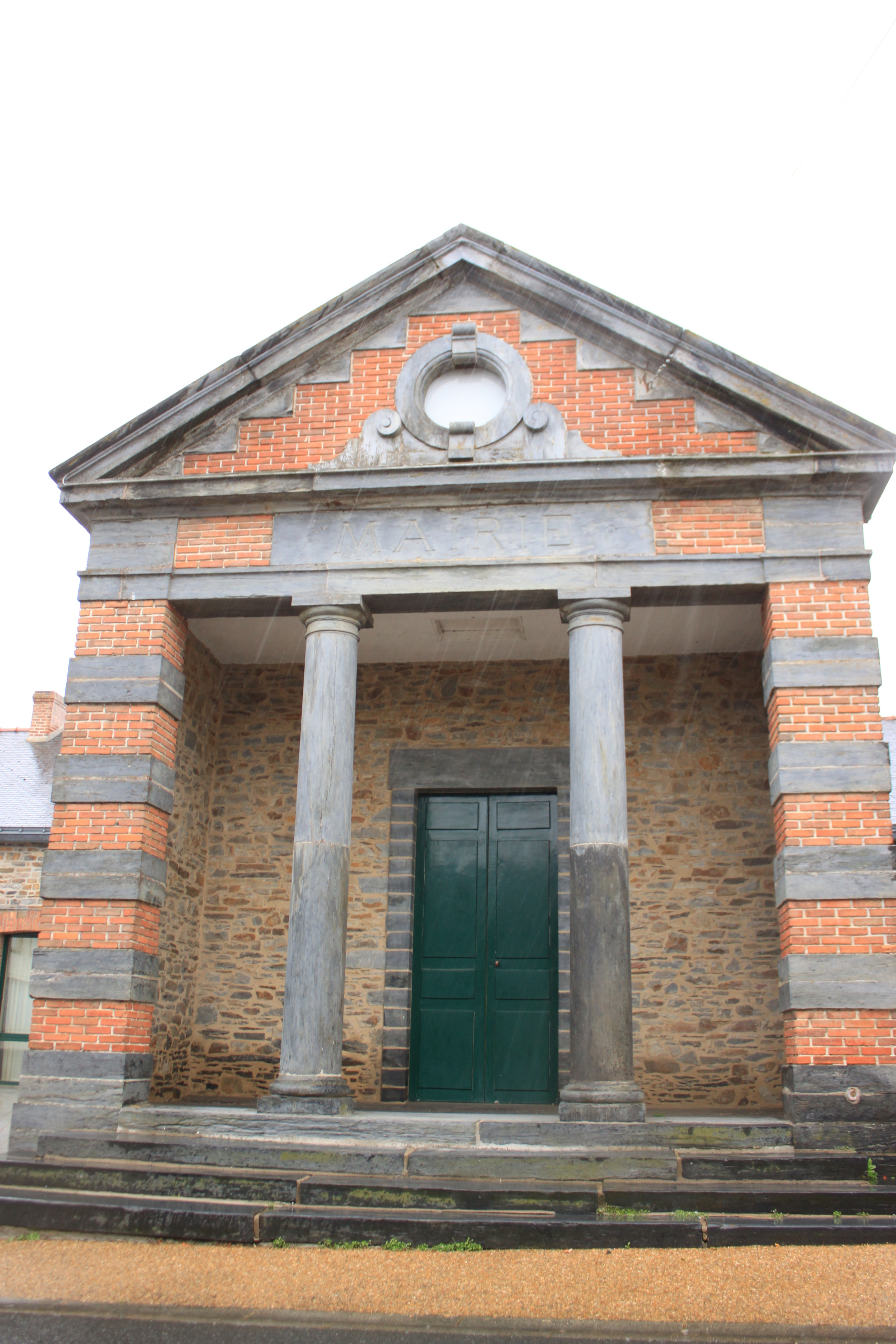
Mairie
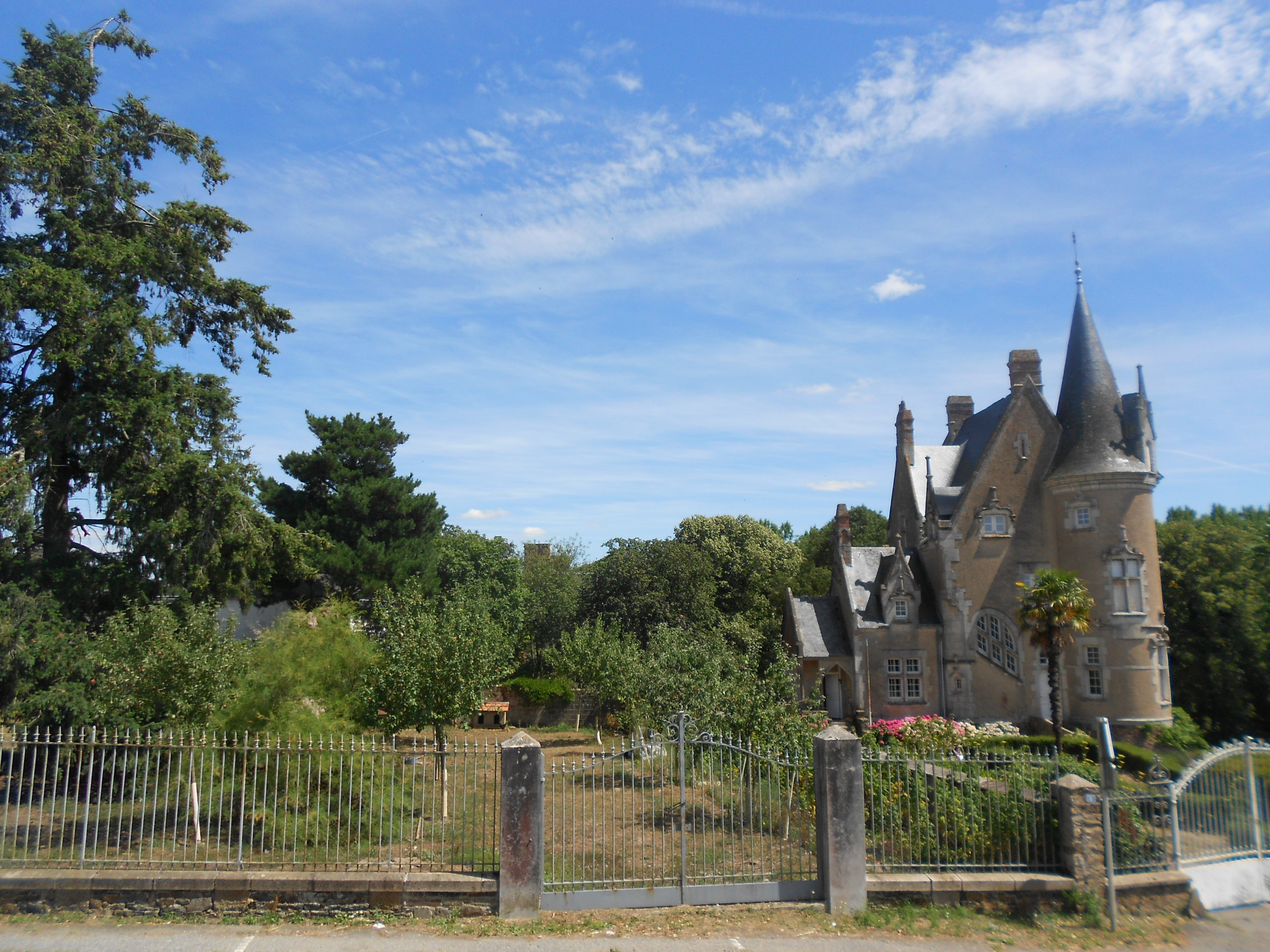
Herrenhaus La Masserie
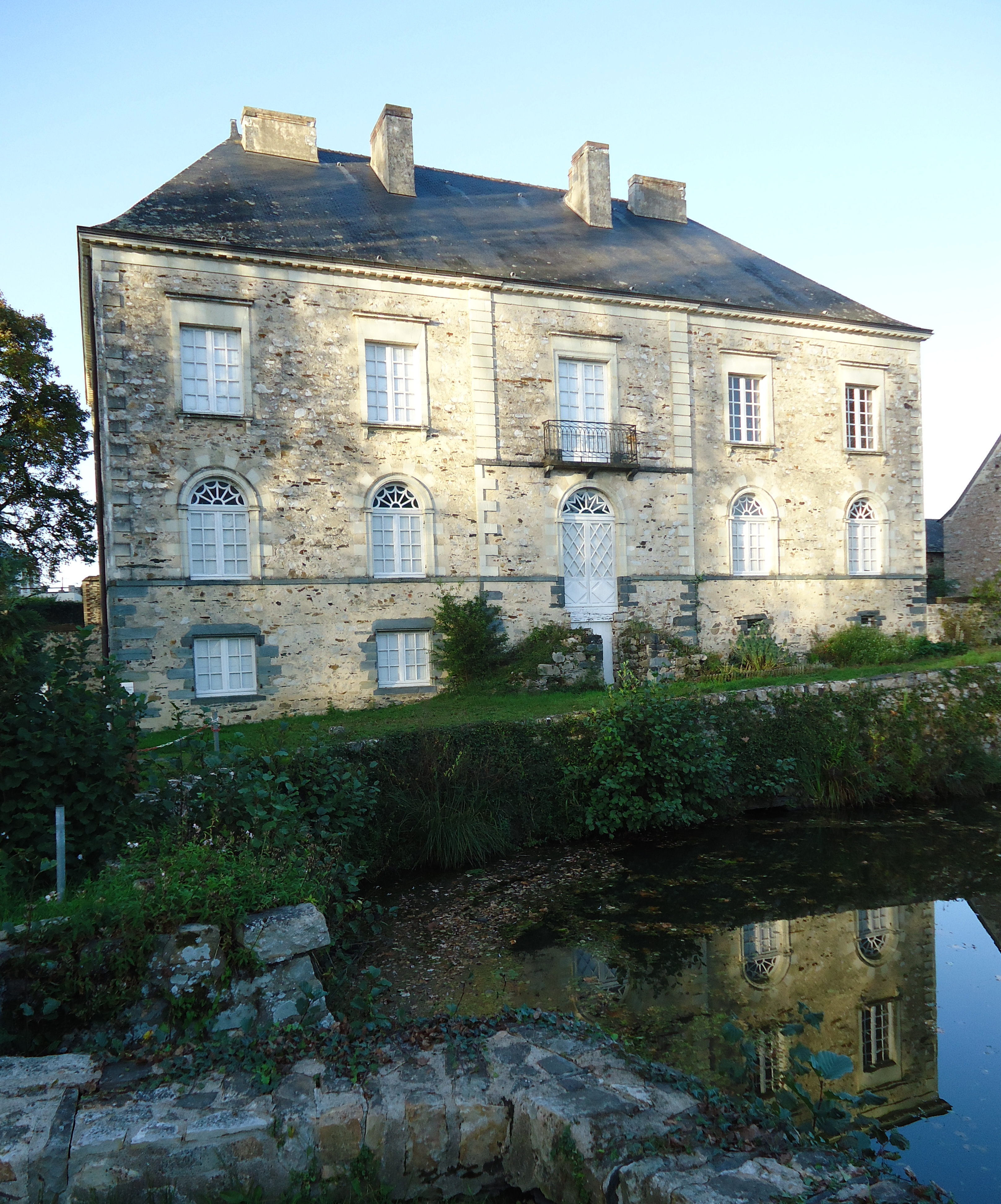
Ehemalige Schmiede